# جوزيف جي. كيندال
جوزيف جي. كيندال (بالإنجليزية: Joseph G. Kendall)‏ هو محامي وسياسي أمريكي، ولد في 27 أكتوبر 1788 في ليومنستر في الولايات المتحدة، وتوفي في 2 أكتوبر 1847 في ورسستر في الولايات المتحدة. انتخب عضو مجلس النواب الأمريكي.